# Šentjurij ob Dolgem jezeru
Šentjurij ob Dolgem jezeru (nemško Sankt Georgen am Längsee) je naselje in občina v Okraju Šentvid ob Glini na avstrijskem Koroškem

## Geografija

### Geografska lokacija
Šentjurij ob Dolgem jezeru  se nahaja v severnem delu Celovške kotline med [[Grobniško  
polje|Grobniškim poljem]] in Gosposvetskim poljem. Glavno območje naselitve je  Launsdorfska dolina, ki jo je naredila reka  Krka. Zahodno od območja občine se razteza v Celovška kotlina z Dolgim jezerom, vzhodno pa Mostiško hribovje in na jugu Štalenska gora.

### Vasi in zaselki
Občino sestavlja šest katasterskih občin in sicer Goggerwenig, Kosliče (Gösseling), Launsdorf, Ostrovica (Osterwitz), Šentjurij  ob Dolgem jezeru in  Taggenbrunn. Občinsko območje sestavlja naslednjih 38 vasi (v oklepaju prebivalstvo z dne 31. oktobra 2011):
| - Bernaich (72) - Dole (Dellach) (79) - Dražnja vas (Drasendorf) (227) - Fiming (371) - Fiming (2) - Gogervene (Goggerwenig) (90) - Gestringa (Gösseling) (79) - Ostrovica (Hochosterwitz) (23) - Kreutern (5) - Kročja vas (Krottendorf) (86) - Labon (8) - Lavnštorf (Launsdorf) (1.158) - Maigern (33) | - Mail-Süd (15) - Spodnja Ostrovica (Niederosterwitz) (44) - Breško polje (Pirkfeld) (15) - Podeblach (40) - Pölling (26) - Breg (Rain) (13) - Reipersdorf (109) - Podgrad (Rottenstein) (2) - Šentjurij ob Dolgem jezeru (Sankt Georgen am Längsee) (169) - Šmartin (Sankt Martin) (10) - Št. Peter (Sankt Peter) (320) - Š(ent) Boštjan (Sankt Sebastian) (50) | - Škofiče (Scheifling) (80) - Siebenaich (42) - Stammerdorf (26) - Taggenbrunn (84) - Thalsdorf (179) - Toporje (Töplach) (47) - Tschirnig (33) - Unterbruckendorf (9) - Spodnje Loče (Unterlatschach) (7) - Weindorf (38) - Wiendorf (7) - Wolschart (8) - Zensberg (4) |

## Zgodovina
Zgodovino območja je dolgo časa zaznamoval samostan Sv. Jurija, ki ga je med leti 1002 in 1008 ustanovila grofica Wichburška. Po poprejšnjih poskusih ustanovitve samostana na območju Poreč na Gori in Liedinga, je grofica Wichburg uspela v sodelovanju s svojim bratom nadškofom Hartwigom iz Salzburga z ustanovitvijo prvega samostana v novoustanovljeni Vojvodini Koroški. Samostan Sv. Jurija je bil sprva ženski samostan za plemiške ženske in hišni samostan družine Wichburg in po duhovni pristojnosti podrejen Salzburškemu nadškofu. V 12. stoletju je bil pretvorjen v benediktinski samostan in obstajal do leta 1783. V času na prelomu 13. v 14. stoletja je doživel razcvet, saj je bilo takrat v konventu več kot 60 nun, kar ni bilo nikoli doseženo. Nune, ki so prišle predvsem iz lokalnega plemstva, so obvladale latinščino in se zanimale za znanost in literaturo. Cesar Jožef II. je samostan leta 1783 razpustil pod pretvezo, da je prišlo do gospodarskih zlorab.
Največji kraj občine je Launsdorf, ki se je do 18. stoletja imenoval Marija na Pesku po cerkvi Marijinega vnebovzetja. Launsdorf je bil prvič dokumentiran leta 1103.
Občina je bila ustanovljena leta 1850, pri čemer ji je sprva pripadal tudi Sv. Donat, ki je bil leta 1895 ukinjen kot ločena lokalna skupnost (zdaj del Šentvida ob Glini). Občina je bila leta 1973 razširjena z deli ukinjene občine Meiselding. Leta 1868 je bila odprta železniška proga kronskega princa Rudolfa, ki teče skozi občinsko območje, s čemer se je začel prehod iz močno kmetijske v današnjo turistično skupnost.